# Boża Wola (Petite-Pologne)
Pour les articles homonymes, voir Boża Wola.
Boża Wola (prononciation : [ˈbɔʐa ˈvɔla]) est une localité polonaise de la gmina de Wolbrom, située dans le powiat d'Olkusz en voïvodie de Petite-Pologne.